# Річард Хейз
Річард Хейз (4 травня 1948 — 3 січня 2025) — протестантський теолог, ректор семінарії університету Дьюка (Duke Divinity School) в Даремі (штат Північна Кароліна) і професор кафедри Нового Завіту. Його основні праці присвячені питанням новозавітного богослов'я і етики, послань Павла і тлумачення Старого Завіту в ранньому християнстві. Викладацька діяльність Хейза має широку географію - це Америка, Європа, Австралія та Нова Зеландія.

## Основні праці
1. Echoes of Scripture in the Letters of Paul. New Haven, CT – London: Yale University Press, 1989.
2. The Moral Vision of the New Testament: Community, Cross, New Creation. San Francisco: HarperSanFrancisco, 1996.
3. First Corinthians. Interpretation Commentaries. Louisville: Westminster/John Knox, 1997.
4. The Faith of Jesus Christ: The Narrative Substructure of Galatians 3:1-4:11. 2nd ed. Grand Rapids: Eerdmans, 2002.
5. The Art of Reading Scripture (co-edited with Ellen F. Davis). Grand Rapids: Eerdmans, 2003.
6. The Conversion of the Imagination: Paul as Interpreter of Israel’s Scripture. Grand Rapids: Eerdmans, 2005.
7. Seeking the Identity of Jesus: A Pilgrimage (co-edited with Beverly Roberts Gaventa). Grand Rapids: Eerdmans, 2008.